# 대니 우드번
대니 우드번(Danny Woodburn, 1964년 7월 26일 ~ )은 미국의 배우이고 키는 121cm다.

## 출연 작품

### 드라마
- 스페셜 유닛 - 칼 역